# Herrnmühle (Hollstadt)

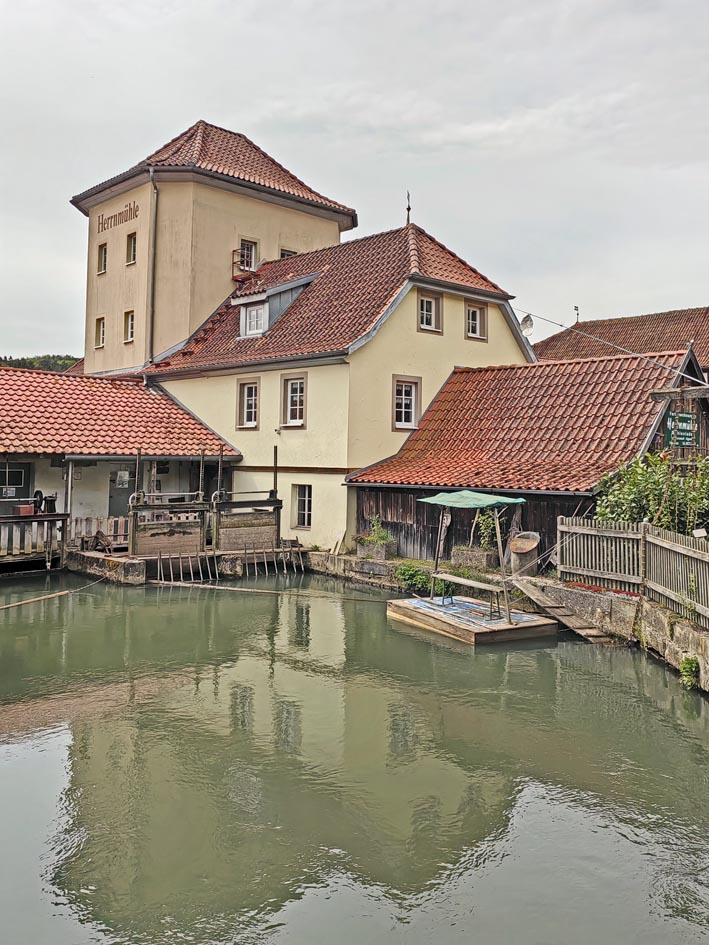
Herrenmühle

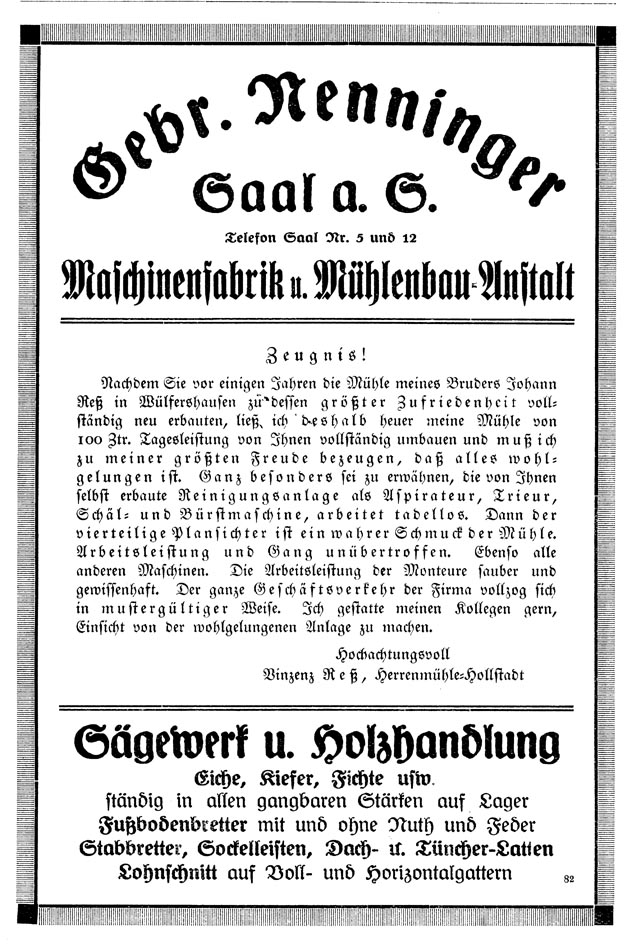
Herrenmühle als Werbung der Gebrüder Nenninger 1928

Herrenmühle ist ein Gemeindeteil der Gemeinde Hollstadt im unterfränkischen Landkreis Rhön-Grabfeld in Bayern.

## Lage
Die Einöde liegt am Neumühlgraben der von dem Fluss Fränkische Saale abzweigt. 

## Geschichte
Die Herrenmühle war früher Eigentum des Klosters Bildhausen. Sie ist hauptsächlich eine Sägemühle. Nebenbei gibt es noch eine touristische Nutzung.